# Dimorphotheca chrysanthemifolia
Dimorphotheca chrysanthemifolia là một loài thực vật có hoa trong họ Cúc. Loài này được (Vent.) DC. mô tả khoa học đầu tiên năm 1838.